# GJ 3470 b
GJ 3470 b ou Gliese 3470 b, également nommée Phailinsiam, est une planète extrasolaire (exoplanète) en orbite autour de l'étoile GJ 3470, une naine rouge située à ∼ 96 a.l. (∼ 29,4 pc) de distance dans la constellation zodiacale du Cancer.
Cette planète, détectée en 2012 grâce à la méthode des transits, est de type Neptune tiède (warm Neptune).
En 2018 on a détecté le très important échappement d'hydrogène de son atmosphère : environ 10 000 tonnes par seconde, ce qui correspond à la perte de 4 à 35 % de la masse de la planète depuis sa formation il y a environ deux milliards d'années.